# Giacomo Montanelli
Giacomo Montanelli (Lecco, 30 marzo 1877 – Vercelli, 6 maggio 1944) è stato un arcivescovo cattolico italiano.

## Biografia
Nacque a Lecco, nell'arcidiocesi di Milano, il 30 marzo 1877.

### Ministero sacerdotale
Nella città natale intraprese la carriera ecclesiastica, divenendo successivamente professore di Sacra Scrittura nei seminari dell'arcidiocesi di Milano. Venne quindi nominato vicerettore del seminario lombardo di Roma, passando quindi alla carica di professore del seminario Vaticano, sempre a Roma, dove si specializzò nel campo del diritto canonico.
Nel 1912 venne nominato prevosto della chiesa dei Santi Sisinio, Martirio e Alessandro a Brivio.

### Ministero episcopale
Il 14 dicembre 1925 papa Pio XI lo nominò vescovo di Crema; succedette a Carlo Dalmazio Minoretti, precedentemente nominato arcivescovo metropolita di Genova. Il 17 gennaio 1926 ricevette l'ordinazione episcopale dal cardinale Eugenio Tosi, co-consacranti i vescovi Luigi Maria Marelli e Giovanni Mauri.
Il 23 novembre 1928 lo stesso papa lo promosse arcivescovo titolare di Neocesarea del Ponto, nominandolo arcivescovo coadiutore di Vercelli. Il 17 febbraio 1929, alla morte del predecessore Giovanni Gamberoni, succedette alla medesima sede.
Il 22 dicembre 1939 fu nominato assistente al Soglio Pontificio.
Durante i propri anni di episcopato fu molto vicino alla Società salesiana di San Giovanni Bosco, della quale promosse largamente l'operato, distinguendosi nel contempo per una netta opposizione al regime fascista e a difesa degli ebrei.

## Genealogia episcopale e successione apostolica
La genealogia episcopale è:
- Cardinale Scipione Rebiba
- Cardinale Giulio Antonio Santori
- Cardinale Girolamo Bernerio, O.P.
- Arcivescovo Galeazzo Sanvitale
- Cardinale Ludovico Ludovisi
- Cardinale Luigi Caetani
- Cardinale Ulderico Carpegna
- Cardinale Paluzzo Paluzzi Altieri degli Albertoni
- Papa Benedetto XIII
- Papa Benedetto XIV
- Papa Clemente XIII
- Cardinale Marcantonio Colonna
- Cardinale Giacinto Sigismondo Gerdil, B.
- Cardinale Giulio Maria della Somaglia
- Cardinale Carlo Odescalchi, S.I.
- Cardinale Costantino Patrizi Naro
- Cardinale Lucido Maria Parocchi
- Cardinale Andrea Carlo Ferrari
- Cardinale Eugenio Tosi, O.SS.C.A.
- Arcivescovo Giacomo Montanelli

La successione apostolica è:
- Vescovo Bernardo Bertoglio (1934)